# Renee O'Connor
Lucille Frances Ryan (născută în Texas, 15 februarie, 1971) este o actriță americană. Ea a devenit renumită datorită serialului de televiziune Xena, Prințesa războinică.

## Filmografie

### Film
| An   | Titlu                                                                | Rol                 | Note                |
| ---- | -------------------------------------------------------------------- | ------------------- | ------------------- |
| 1989 | Match Point                                                          | Robin               | Film TV             |
| 1989 | Night Game                                                           | Lorraine Beasley    |                     |
| 1990 | Black Snow                                                           | Jennifer Winslow    |                     |
| 1990 | False Identity                                                       | Angela Errickson    |                     |
| 1991 | Changes                                                              | Jessica Adams       |                     |
| 1991 | Stone Cold                                                           | Tinselteeth         |                     |
| 1993 | Sworn to Vengeance                                                   |                     | Film de televiziune |
| 1993 | The Adventures of Huck Finn                                          | Julia Wilks         |                     |
| 1993 | The Flood: Who Will Save Our Children?                               | Leslie              | Film de televiziune |
| 1994 | Hercules and the Lost Kingdom                                        | Deianeira           | Film de televiziune |
| 1995 | Follow the River                                                     | Bettie Draper       | Film de televiziune |
| 1995 | The Rockford Files: A Blessing in Disguise                           | Laura Sue Dean      | Film de televiziune |
| 1995 | Darkman II: The Return of Durant                                     | Laurie Brinkman     |                     |
| 1997 | Hercules & Xena: Wizards of the Screen                               | Gabrielle           | Scurtmetraj         |
| 1998 | Hercules and Xena – The Animated Movie: The Battle for Mount Olympus | Gabrielle           |                     |
| 2001 | Accidents Don't Happen                                               | Ashton              |                     |
| 2004 | One Weekend a Month                                                  | Meg McDermott       | Scurtmetraj         |
| 2005 | Alien Apocalypse                                                     | Kelly               | Film de televiziune |
| 2007 | Ghost Town: The Movie                                                | Little Jack         |                     |
| 2007 | Boogeyman 2                                                          | Dr. Jessica Ryan    |                     |
| 2008 | Diamonds and Guns                                                    | Ashley              |                     |
| 2008 | Monster Ark                                                          | Dr. Ava Greenway    | Film de televiziune |
| 2009 | Bitch Slap                                                           | Sister Batril       |                     |
| 2010 | Words Unspoken                                                       | Sue                 | Scurtmetraj         |
| 2010 | 2010: Moby Dick                                                      | Dr. Michelle Herman |                     |
| 2011 | Deadrise                                                             | Paula               |                     |
| 2011 | Infinity                                                             | Elizabeth           | Scurtmetraj         |
| 2015 | Beyond the Farthest Star                                             | Maureen Wells       |                     |
| 2015 | Last Chance                                                          | Carrie              | Film de televiziune |
| 2016 | The Usual                                                            | Mrs. Ford           | Scurtmetraj         |
| 2017 | Watch the Sky                                                        | Shannon             |                     |
| 2017 | A Question of Faith                                                  | Mary Danielson      |                     |

### Televiziune
| An        | Titlu                            | Rol                                  | Note                                     |
| --------- | -------------------------------- | ------------------------------------ | ---------------------------------------- |
| 1989      | Teen Angel                       | Nancy Nichols                        |                                          |
| 1990      | Tales from the Crypt             | Waitress                             | Episod: "The Switch"                     |
| 1991      | ABC Afterschool Specials         | Linda                                | Episod: "The Less Than Perfect Daughter" |
| 1992      | FBI: The Untold Stories          | Ofc. Renee Lanot / Tina Marie Risico | 3 episoade                               |
| 1993      | NYPD Blue                        | Rebecca Sloane                       | Episod: "Oscar, Meyer, Weiner"           |
| 1997–1999 | Hercules: The Legendary Journeys | Gabrielle                            | 4 episoade                               |
| 1995–2001 | Xena: Warrior Princess           | Gabrielle                            | 134 episoade                             |
| 2002      | Mataku                           | American Buyer                       | Episod: "The Heirloom"                   |
| 2008      | Criminal Minds                   | Pam Baleman                          | Episod: "A Higher Power"                 |
| 2010      | Ark                              | Connie Miller                        | 9 episoade                               |